# Valeriia Poloz
Valeriia Poloz (Ukrainien : Полоз Валерія) (née le 7 mars 1992) est une gagnante de concours de beauté ukrainienne qui a participé à Miss Terre.

## Biographie
En parallèle de sa carrière de modèle en Ukraine et en France, Poloz est informaticienne. Elle a étudié à l'université nationale Mykhailo Ostrohradskyi de Kremenchuk de 2009 à 2014.

## Concours de beauté

### Miss Région de Poltava 2012
Poloz participe à un concours de beauté dans l'oblast de Poltava en 2012. Sa victoire la qualifie pour le concours "Reine d'Ukraine". Elle remporte le prix le 16 décembre 2012 et participe à Reine d'Ukraine 2013.  

### Reine d'Ukraine 2013
Poloz participe au concours Reine d'Ukraine 2013, mais ne gagne pas le concours. L'organisation Reine d'Ukraine la choisit pour représenter le pays à Miss Terre,.

### Miss Terre 2014
Poloz part aux Philippines en novembre 2014 pour participer à Miss Terre et reprendre la couronne d'Alyz Henrich,. Elle ne se qualifie pas pour les demi-finales.